# Spil med spejle
 Denne artikel bør gennemlæses af en person med fagkendskab for at sikre den faglige korrekthed.
    → Især kan infoboksen suppleres

Spil med spejle (en: They Do It with Mirrors) er en detektivroman af den britiske forfatter Agatha Christie, første gang udgivet i USA af Dodd, Mead and Company i 1952 med titlen Murder with Mirrors og i Storbritannien af Collins Crime Club den 17. november samme år med Christies originale titel. Den amerikanske udgave blev solgt til $2,50 og den britiske udgave til ti shilling og sixpence (10/6)[kilde mangler]. Bogen har Christies fiktive detektiv Miss Marple, som efterforsker af et mord på en institution for unge kriminelle.

## Medvirkende
- Miss Marple : en ældre kvinde, der har visse færdigheder som detektiv.
- Ruth Van Rydock: Miss Marples skoleveninde
- Carrie Louise Serrocold: Ruths yngre søster
- Lewis Serrocold: Carrie Louises tredje mand, forhenværende revisor og nu forstander for en institution med behandling af ungdomskriminelle.
- Gina Hudd: barnebarn af Carrie Louise fra dennes første ægteskab. Hendes mor var Pippa, adoptivdatter af Carrie Louise og dennes første mand, Eric Gulbrandsen.
- Walter Hudd: Amerikansk mand til Gina.
- Mildred Strete: Pippas søster
- Juliet Bellever: kaldet Jolly, er Carrie Louises sekretær.
- Stephen Restarick: søn af Carrie Louises anden mand, som siden barndommen har betragtet Carrie Louise som en mor og hendes hjem som sit hjem, da hans far døde ikke længe efter skilsmissen fra Carrie Louise. Han elsker Gina og hjælper ofte med de kriminelle med at iscenesætte skuespil der.
- Alexis Restarick: Stevens ældre bror, der arbejder i teatret.
- Christian Gulbrandsen: søn af Carrie Louises første mand, og halvbror til Mildred. Han sidder i bestyrelsen for Gulbrandsen-familiefonden og besøger med jævne mellemrum huset til bestyrelsesmøder. Han er det første mordoffer.
- Edgar Lawson: en af forbryderne, ankom omkring en måned før historien begynder. Han rbejder tæt sammen med Lewis Serrocold.
- Dr. Maverick: chefpsykiater for ungdomskriminelle programmet; han betragter alle mennesker som "mentale tilfælde".
- Ernie Gregg: en af de kriminelle, der er aktiv i teaterarbejdet og bliver dræbt for at prale om noget, han så natten før mordet. Han fandt sandsynligvis på det.
- Inspektør Curry: leder af politiets efterforskning af det første mord.